# Jack Lemmon
John Uhler Lemmon III (Boston, 8. veljače 1925. – Los Angeles, 27. lipnja 2001.), američki filmski glumac, dvostruki dobitnik Oscara.

## Život i karijera
Lemmon je rođen u Newtonu, Massachusetts, u predgrađu Bostona, gdje je njegov otac, John Uhler Lemmon mlađi, bio predsjednik tvrtke koja je proizvodila krafne. Njegova majka bila je Mildred Burgess Noel. Nakon pohađanja Phillips Academy i sveučilišta Harvard, Lemmon se pridružio mornarici gdje je služio kao stjegonoša. Nakon otpusta, počeo se profesionalno baviti glumom, radeći na radiju, televiziji i Broadwayu.
Lemmonov filmski prvijenac bila je epizodna uloga u filmu iz 1949., The Lady Takes a Sailor, ali nije primijećen sve do službenog prvijenca s Jude Holliday u filmu iz 1954., It Should Happen To You.
Postao je omiljeni glumac redatelja  Billyja Wildera, nastupivši u glavnoj ulozi u njegovim filmovima Neki to vole vruće, Apartman, Slatka Irma, Kolačić sreće, Avanti!, Naslovna strana i Buddy Buddy.
Lemmon je dobitnik Oscara u kategoriji najbolji sporedni glumac za film Gospodin Roberts (1955.) i najbolji glavni glumac za film Spasite tigra (1973.), postavši tako prvi glumac koji je dobio te dvije nagrade. Bio je nominiran za glavnu ulogu u filmu Nestao 1982. 1988. mu je Američki filmski institut dodijelio nagradu za životno djelo.
Uloga u filmu Dani vina i ruža (1962.) bila mu je jedna od najdražih. Portretirao je Joea Claya, mladog, radoholičara i alkoholičara biznismena. U tom filmu, Lemmon je izrekao rečenicu "Ja sam Joe Clay... ja sam alkoholičar." Tri i pol desetljeća poslije, u televizijskoj emisiji Inside the Actors Studio, priznao je kako tada nije glumio, nego da je uistinu bio alkoholičar.
Tijekom karijere, Lemmon je često u filmovima nastupao s glumcem  Walterom Matthauom. Njih dvojica će postati jedan od najomiljenijih dvojaca u filmskoj povijesti. Takav jedan dvojac bio je Felix Unger (Lemmon) i Oscar Madison (Matthau) u filmu iz 1968., Neobičan par. Osim toga, zajedno su nastupili i u filmovima  Kolačić sreće, Naslovna strana i Buddy Buddy. Obojica su nastupili u epizodnim ulogama u trileru  Olivera Stonea iz 1991., JFK (jedini film u kojem su se pojavila obojica, ali ne i u istoj sceni). 1993. se dvojac ponovno udružio kako bi snimili Stara gunđala. Film je bio hit, što je bilo svojevrsno iznenađenje, a dvojica glumaca su dobila obožavatelje među mladima. Do kraja desetljeća će snimiti Dva stara galeba, Stara gunđala 2 i nastavak Neobičnog para, Neobičan par 2.
Na dodjeli  Zlatnih globusa 1998. je bio nominiran za najboljeg glumca u televizijskom filmu za svoju ulogu u filmu 12 gnjevnih ljudi. Nagrada je pripala  Vingu Rhamesu. Nakon što je primio nagradu, Rhames je zamolio Lemmona da dođe na pozornicu te me predao nagradu, što je dirnulo publiku. (Organizatori su napravili drugu nagradu i poslali je Rhamesu).
Lemmon je bio jedan od najomiljenijih glumaca u Hollywoodu. Neki se sjećaju kako je uvijek imao vremena za druge, kao što je to učinio glumac Kevin Spacey u tributeu. Kad je već smatran legendom, sastao se s tinejdžerom Spaceyjem iza pozornice nakon kazališne predstave i rekao mu da ne odustane od glumačke karijere. Spacey će kasnije raditi s Lemmonom u hvaljenom filmu Glengarry Glen Ross (1992.). Lemmonova izvedba je čak bila inspiracija za lik Gila Gundersona iz  Simpsona.
Lemmon se ženio dva puta. Njegov sin, Chris Lemmon (rođen 1954.), iz braka s prvom suprugom, glumicom Cynthiom Stone, je također glumac. Njegova druga žena bila je glumica Felicia Farr, s kojom je imao kćer, Courtney, rođenu 1966.
Jack Lemmon umro je 27. lipnja 2001. od raka. Dvije se godine borio s opakom bolešću, što je držao podalje od očiju javnosti.
Pokopan je u groblju Westwood Village Meorial Park, u Westwoodu, Los Angeles, Kalifornija, gdje je pokopan i Walter Matthau. U tipičnom Lemmonovu stilu, na nadgrobnom spoemiku piše samo 'Jack Lemmon - in'. Nakon Matthauove smrti 2000., Lemmon se pojavio s glumčevim prijateljima i rođacima u počasnoj emisiji Larryja Kinga. Godinu dana poslije, mnogi od tih istih ljudi su se ponovno pojavili u emisiji kako bi odali počast Lemmonu.

## Izabrana filmografija
- Gospodin Roberts (1955.)
- Moja sestra Eileen (1955.)
- Kauboj (1958.)
- Neki to vole vruće (1959.)
- Apartman (1960.)
- Dani vina i ruža (1962.)
- Slatka Irma (1963.)
- Dobri susjed Sam (1964.)
- Kolačić sreće (1966.)
- Neobičan par (1968.)
- Provincijalci (1970.)
- Avanti! (1972.)
- Spasite tigra (1973.)
- Naslovna strana (1974.)
- Zarobljenik druge avenije (1975.)
- Kineski sindrom (1979.)
- Buddy Buddy (1981.)
- Nestao (1982.)
- JFK (1991.)
- Glengarry Glen Ross (1992.)
- Kratki rezovi (1993.)
- Stara gunđala (1993.)
- Stara gunđala 2 (1995.)
- Hamlet (1996.)
- 12 gnjevnih ljudi (1997.)
- Neobičan par 2 (1998.)

## Vanjske poveznice
- Jack Lemmon u internetskoj bazi filmova IMDb-u (engl.)
- Jack Lemmon na Internet Broadway Databaseu (engl.)
- Jack Lemmon's Gravesite